# Relaciones Palestina-Reino Unido
El Reino Unido no reconoce a Palestina como Estado. El Reino Unido tiene un Consulado General en Jerusalén no acreditado que "representa al gobierno del Reino Unido en Jerusalén, Cisjordania y Gaza", y trabaja en "intereses políticos, comerciales, de seguridad y económicos entre el Reino Unido y los territorios palestinos". Husam Zomlot se convirtió en jefe de la Misión de Palestina en el Reino Unido en 2018. El Estado de Palestina estuvo representado en Londres por Manuel Hassassian, Delegado General Palestino en el Reino Unido entre 2005 y 2018. Otro ex Delegado General Palestino en el Reino Unido fue Afif Safieh, quien comenzó a desempeñar ese cargo en 1990.[cita requerida] La Cámara de los Comunes del Reino Unido votó a favor de reconocer a Palestina como Estado en 2014, como contribución para lograr una solución de dos Estados negociada. Sin embargo, el gobierno del Reino Unido mantuvo su política de reservar el derecho a reconocer a Palestina bilateralmente en un momento más oportuno para los esfuerzos de paz.

## Historia

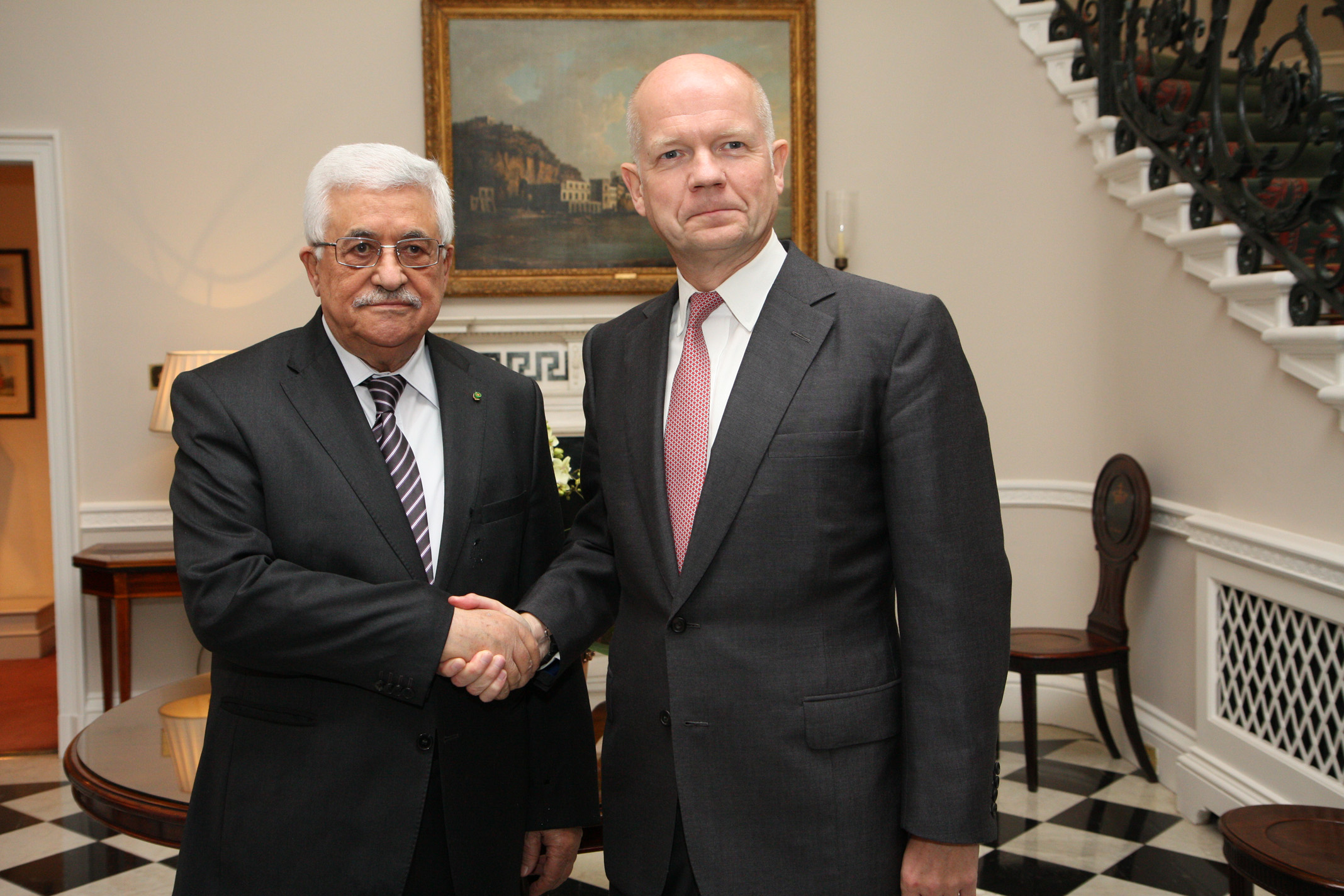
El Ministro de Asuntos Exteriores británico William Hague reunido con el presidente palestino Mahmoud Abbas en septiembre de 2013

Desde la Guerra de los Seis Días, el gobierno británico ha estado activo para lograr una solución diplomática del conflicto israelí-palestino. La cuestión de un Estado palestino fue planteada ya en julio de 1967 por el diputado laborista Paul Rose. Margaret Thatcher apoyó en general una confederación jordano-palestina y estaba dispuesta a considerar alguna participación de la Organización para la Liberación de Palestina en esta solución.
En febrero de 2021, el cónsul general británico en Jerusalén, Philip Hall, condenó los asentamientos en los territorios ocupados por Israel como "ilegales y un obstáculo para reiniciar las conversaciones de paz" entre Israel y Palestina. Ese mismo mes, el Tribunal de Primera Instancia de Nablus dictaminó que la Declaración Balfour del gobierno británico de 1917 no era válida y pidió al gobierno británico que emitiera una disculpa al pueblo palestino. En abril, el gobierno palestino dijo que las relaciones habían llegado a un "punto bajo" después de que el primer ministro británico Boris Johnson anunciara su oposición a una investigación de la Corte Penal Internacional sobre presuntos crímenes de guerra en los territorios ocupados por Israel. En mayo, se celebraron protestas a favor de Palestina en Londres durante la que La crisis entre Israel y Palestina del mes pasado.

## Relaciones económicas
Desde el 1 de julio de 1997 hasta el 30 de diciembre de 2020, el comercio entre la Autoridad Palestina y el Reino Unido se regía por el Acuerdo de Asociación Autoridad Palestina-Unión Europea, mientras que el Reino Unido era un miembro de la Unión Europea. Tras el retirada del Reino Unido de la Unión Europea, el Reino Unido y la Autoridad Palestina firmaron un acuerdo comercial de continuidad el 18 de febrero de 2019, basado en el Acuerdo de libre comercio de la UE; el acuerdo entró en vigor el 1 de enero de 2021. El valor comercial entre la Autoridad Palestina y el Reino Unido fue de 69 millones de libras esterlinas en 2022.

## Posible reconocimiento de Palestina

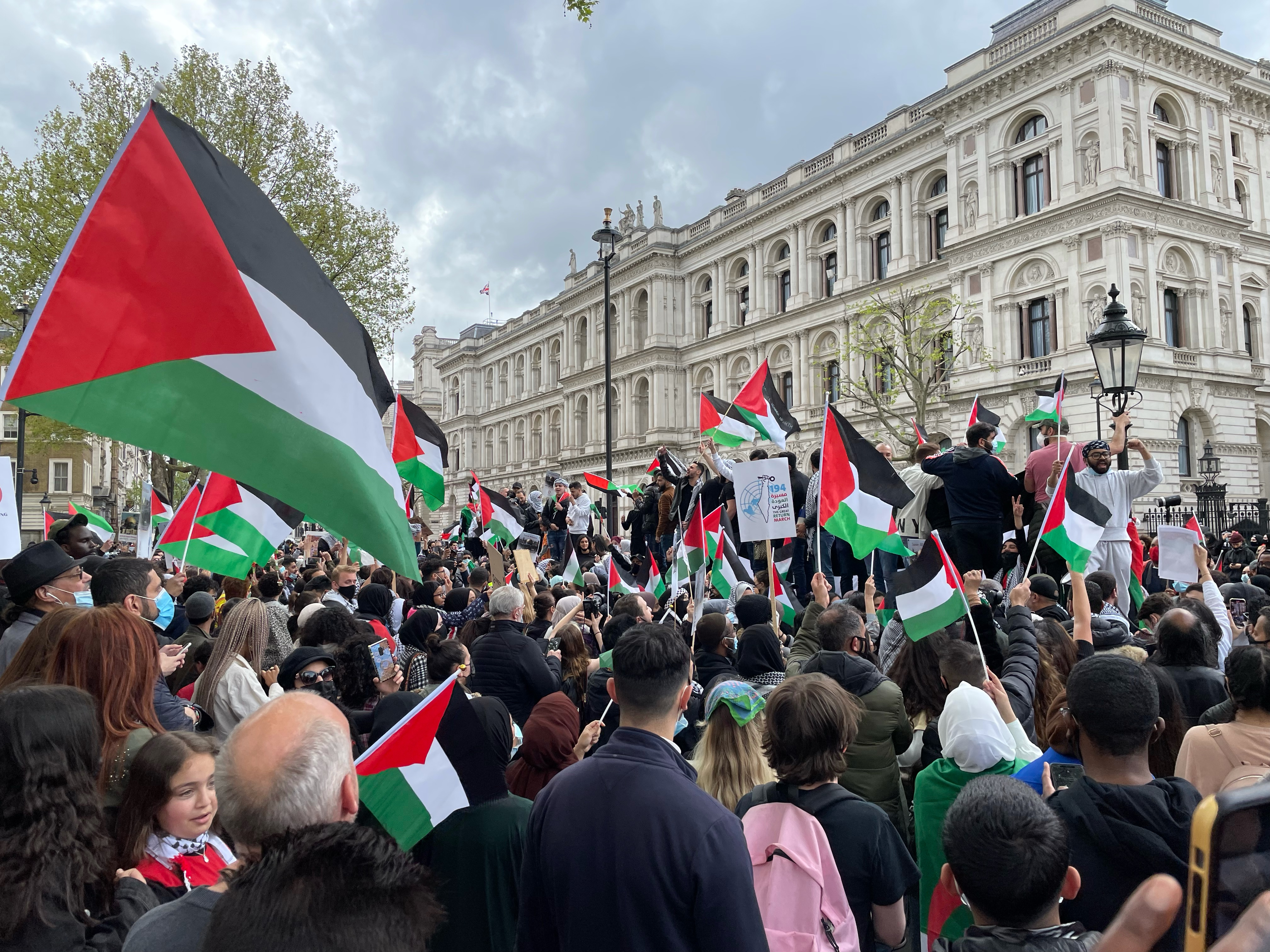
Manifestación pro palestina en Londres, en mayo de 2021

En octubre de 2014, la Cámara de los Comunes del Reino Unido aprobó una moción que instaba al gobierno a reconocer a Palestina como un estado independiente. También en octubre de 2014, el gobierno descentralizado de Escocia pidió el reconocimiento de Palestina como un estado independiente y que el Reino Unido abriera una embajada allí. Jeremy Corbyn, ex Líder de la Oposición, es un defensor de larga data de las causas palestinas y prometió repetidamente reconocer al país si era elegido.
En enero de 2024, el ministro de Asuntos Exteriores, David Cameron, indicó que el Reino Unido podría reconocer formalmente y establecer relaciones diplomáticas con un Estado palestino durante las negociaciones para un acuerdo de paz de la guerra entre Israel y Hamás. El embajador palestino en el Reino Unido, Husam Zomlot, comentó que es la “primera vez que un ministro de Asuntos Exteriores del Reino Unido considera reconocer al Estado de Palestina, bilateralmente y en la ONU, como una contribución a una solución pacífica en lugar de un resultado”.
El 8 de febrero de 2024, el secretario de Estado en la sombra para Asuntos Exteriores, de la Commonwealth y de la Commonwealth David Lammy, secretario de Asuntos Exteriores en la sombra declaró que un gobierno del Partido Laborista consideraría reconocer unilateralmente un Estado palestino si entrara en el gobierno en las elecciones generales de 2024.